# Malerzowice Wielkie
Malerzowice Wielkie is een plaats in het Poolse district  Nyski, woiwodschap Opole. De plaats maakt deel uit van de gemeente Łambinowice en telt 475 inwoners.